# Martin Bojar
Martin Bojar (* 3. dubna 1947 Praha) je český lékař, specializující se v oboru neurologie, a po sametové revoluci také politik, který v letech 1990–1992 zastával post ministra zdravotnictví České republiky. V období 1997–2000 byl děkanem 2. lékařské fakulty Univerzity Karlovy.

## Profesní život
V roce 1972 vystudoval Fakultu všeobecného lékařství Univerzity Karlovy. Poté pracoval jako psychiatr a následně jako klinický neurolog ve FN Motol. Od 29. června 1990 do 2. července 1992 byl ministrem zdravotnictví České republiky nominovaným Občanským fórem.
V roce 1991 jako ministr podepsal dopis dánské firmě Novo Nordisk, v němž jí ministerstvo sdělilo, že nebyla vybrána jako zpracovatel plazmy kvůli obchodnímu spojení s „pochybnou“ firmou Conneco (později Diag Human), načež majitel této firmy zažaloval český stát za poškození pověsti a ušlý zisk. Ministr Jan Stráský v roce 1996 zvolil k vyřešení sporu arbitráž, a tak vznikla kauza Diag Human.
Od roku 1993 byl Bojar přednostou Neurologické kliniky 2. LF UK a FNM.
V roce 2016 se objevila podezření na neetické aktivity spojené s podáváním kmenových buněk pacientům s ALS při klinické studii, kterou Martin Bojar vedl. Interní šetření nemocnice tato tvrzení nepotvrdila, na rozdíl od Etické komise UK, nicméně Martin Bojar na vlastní žádost ukončil v FN Motol pracovní poměr.

## Členství
Je členem čestné rady Společnosti pro trvale udržitelný život, členem správní rady Nadace Charty 77, členem správní rady Konta Bariéry a předsedou správní rady Nadace Umění pro zdraví.
Je také členem Neurologické společnosti České lékařské společnosti Jana Evangelisty Purkyně, Psychiatrické společnosti ČLS J.E. Purkyně, Evropské neurologické společnosti a Neurofyziologické společnosti. V minulosti byl členem vědecké rady Univerzity Karlovy v Praze.